# 파스 테헤란 FC

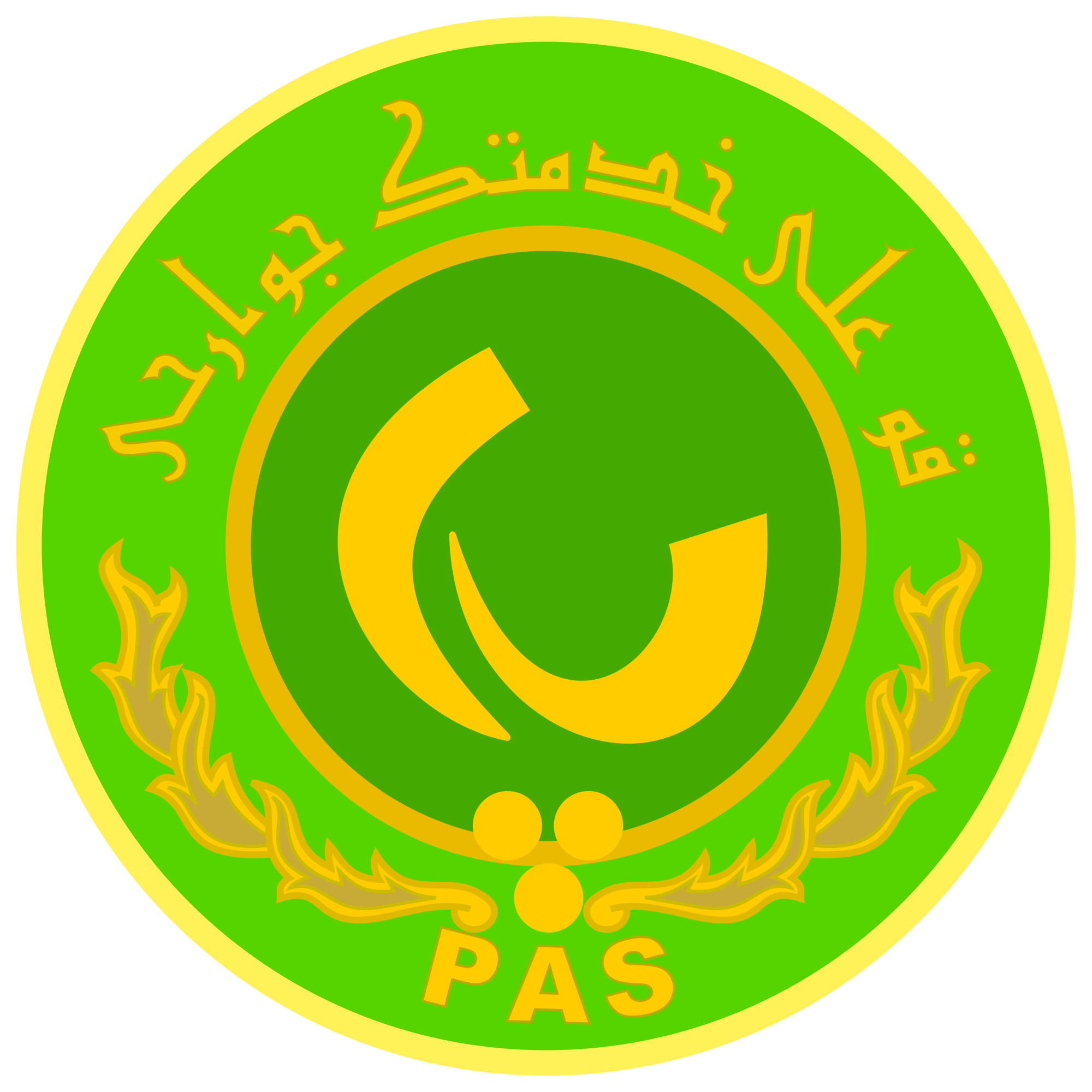

파스 테헤란 풋볼 클럽(페르시아어: باشگاه فوتبال پاس تهران)은 이란의 프로 축구 클럽으로 수도인 테헤란을 연고로 하고 있다. 파스 컬처 & 스포츠 클럽에 소속된 축구팀이다.
1953년 이란 경찰의 더 나은 체육 환경을 위해 주장인 아사돌라히를 중심으로 몇 명의 경관들이 모였다. 아사돌라히는 축구공 하나와 몇 안되는 자원들을 모아 테헤란에 축구 교실인 PAC(Police Academy Cadets)팀을 만든다. 그 해 공식적으로 팀의 창단 선언을 하고, 챔피언십 게임에 참가하게 된다. 두 시즌을 마친 후 팀은 샤흐르바니 FC라고 알려지게 되었고, 1963년 팀은 공식적으로 스포츠 클럽 등록을 하면서 새로운 이름인 파스(Pas)로 명칭을 변경하였다.
2006-07시즌을 11위로 마친 뒤, 테헤란에 팀의 해산 루머가 돌기 시작했다. 테헤란을 연고로 하는 팀이 너무 많아 관중수가 적고, 흥행에 도움이 되지 않기 때문에 다른 도시로 팀들을 이전하는 것이 좋을 것이라는 내용이었다. 2007년 7월 9일 파스 테헤란은 공식적으로 해산하였다. 이란 프로 리그의 참가권은 신생 팀인 파스 하메단 FC가 받았다. 팀의 스태프와 선수들은 새 팀을 구성하기 위하여 하메단으로 이동하였다.

## 역대 우승 기록

#### 국내 타이틀
- 타흐트 잠쉬드 컵 / 아자데간 리그 / 이란 프로 리그

우승 (5): 1976-77, 1977-78, 1991-92, 1992-93, 2003-04
* 타흐트 잠쉬드 컵, 아자데간 리그, 이란 프로 리그는 이란의 최상위 리그로서의 의미

#### 아시아 타이틀
- 아시안 클럽 챔피언십 우승 1992-93